# Lampetra ayresii
Lampetra ayresii är en ryggsträngsdjursart som först beskrevs av Günther 1870.  Lampetra ayresii ingår i släktet Lampetra och familjen nejonögon. Inga underarter finns listade i Catalogue of Life.